# Sjarhej Ircha
Sjarhej Vitalevič Ircha (in bielorusso Сяргей Віталевіч Ірха?; Hrodna, 25 marzo 1984) è un ex calciatore bielorusso, di ruolo centrocampista.

## Carriera
Ha giocato nella massima serie dei campionati bielorusso e lituano.